# 熊本県立八代東高等学校
熊本県立八代東高等学校（くまもとけんりつ やつしろひがしこうとうがっこう）は、熊本県八代市鷹辻町にある県立高等学校。

## 学科・コース
- 全日制課程
  - 商業科
  - 情報ネットワーク科
  - 普通科体育コース

学科は全日制3学科。商業に関する授業を専門的に行いビジネスのスペシャリストを目指す商業科、情報処理と会計（簿記等）を行い、IT時代のコンピューターエキスパート・企業の財務・経理部門のスペシャリストを目指す情報ネットワーク科、体育を専攻に普通教育を行いスポーツのスペシャリストを目指す普通科体育コースの３学科で全日制課程を構成している。普通科体育コースは専攻時間あり、特定の曜日の午後からは授業の扱いで部活動を行うこととなっている。

## 沿革
- 1951年（昭和26年）4月1日 - 熊本県立八代高等学校定時制課程が独立し、県立城南高等学校が創立。
- 1954年（昭和29年）4月1日 - 熊本県立八代東高等学校と校名を改称。
- 1955年（昭和30年）7月26日 - 校歌制定。
- 1974年  (昭和49年)  4月1日 - 定時制衛生看護科設置。
- 1980年（昭和55年）4月1日 - 全日制 旧普通科募集停止。坂本分校(商業科と定時制普通科があった)を統合。
- 1983年  (昭和58年) 3月 - 定時制衛生看護科閉科。
- 1990年  (平成2年) 4月1日 - 情報科と国際科新設。
- 1991年（平成3年）4月1日 - 普通科体育コース新設。
- 2003年（平成15年）4月1日 - 情報科を情報ビジネス科に変更。国際科募集停止。
- 2010年（平成22年）4月1日 - 情報ビジネス科募集停止。情報会計科を新設。
- 2013年 (平成25年) 3月 - 定時制普通科閉科。
- 2018年 (平成30年) 4月 - 情報会計科募集停止、情報ネットワーク科新設。

## 部活動
野球部が、2007年夏（第89回）に熊本代表として34年ぶりの出場を果たした。
- 野球部
  - 1964年（昭和39年）8月-第46回全国高校野球選手権大会引き分け再試合で、静岡県立掛川西高等学校に敗れる。
  - 1970年（昭和45年）3月-第42回選抜高校野球大会1回戦で、日本大学第三高等学校に敗れる。
  - 1973年（昭和48年）8月-第55回全国高校野球選手権大会1回戦で、岩手県立盛岡第三高等学校に敗れる。
  - 2007年（平成19年）8月-第89回全国高校野球選手権大会1回戦で、愛媛県立今治西高等学校に敗れる。
- 剣道部
剣道部は、玉竜旗高校剣道大会では7回の優勝、インターハイ・国体優勝など、9度の全国制覇を成し遂げている。
部訓は「正々堂々」。同部の卒業生は、全日本剣道選手権大会優勝や学生選手権などの各大会でも優勝、指導者としても多数活動している。
- ソフトボール部
「マナー一流・雑用一流・プレー一流」を部訓として活動している。
  - 平成12年･13年･14年･18年･19年-インターハイ 5回 出場
  - 平成13年･14年･18年･19年-全国選抜大会 4回 出場 最高成績は3位
  - 九州高等学校ソフトボール選手権大会 優勝 1回
  - 春季九州高等学校ソフトボール選抜大会 優勝 1回

また、卒業生には世界選手権に出場した選手もいる。
- バドミントン部
「克己」の精神を基に活動をしており、そのレベルは全国でも指折り。卒業生は世界選手権や指導者など数多くの著名人がいる。
  - 熊本県高等学校総合体育大会 12連覇
  - 九州高等学校総合体育大会 優勝 12回
  - 平成8・10年度インターハイ 優勝
  - 平成19年度全国高等学校総合体育大会 団体戦 準優勝
- 簿記部
  - 簿記部は全国高等学校簿記コンクールなどにも出場を果たす。
- コンピュータ部
  - コンピュータ部は全国情報処理大会にも出場を果たす。

## 著名な卒業生

### スポーツ
- 池田純一（元プロ野球選手・阪神）
- 柏原純一（元プロ野球選手・南海 - 日ハム - 阪神）
- 釘谷肇（元プロ野球選手・ヤクルト）
- 野田浩輔（元プロ野球選手・西武）
- 福嶋正信（高校野球指導者）
- 大束忠司（バドミントン選手・元トナミ運輸所属・アテネオリンピック (2004年)代表）
- 橋本博且（バドミントン元日本代表選手・元トナミ運輸所属・現再春館製薬所コーチ）
- 園田啓悟（バドミントン元日本代表選手・トナミ運輸所属）
- 嘉村健士（バドミントン元日本代表選手・元トナミ運輸所属・現ヨネックスコーチ）
- 田中湧士（バドミントン日本代表選手・NTT東日本所属）
- 霜上雄一（バドミントン日本代表選手・日立情報通信エンジニアリング所属）
- 平島栄子（体操・ミュンヘンオリンピック代表）
- 堀端宏行（陸上競技長距離走・元マラソン選手）
- 上村春樹（柔道・モントリオールオリンピック金メダリスト）
- 正代賢司（剣道・神奈川県警察警察官〈5段〉・全日本剣道選手権大会〈2008〉優勝）
- ハヤブサ（プロレスラー）

### 芸能
- 逢川まさき（演歌歌手）
- 井上明美（元女優）
- 村岡章子（ローカルタレント）
- もっこすファイヤー（お笑いコンビ）

### その他
- 中島隆利（元八代市長、元衆議院議員）※定時制

## 東高マーケット
- 東高マーケットとは、八代東高校生が毎年12月初頭に八代市ハーモニーホールを借り切って行う販売実習である。様々な民間の企業・店舗より商品等を仕入れ、販売実習を行う。売上の一部の寄付も行っている。「社長」の位を教師がもち、それに各学年の各クラスの代表者数人が各店舗を受け持ち「店長」の立場につき、それについで「経理」「販売」「仕入」など各部署に分かれてマーケットが構成される。八代市の地域振興の機会となっており、市民にはよき交流の場となっている。

マーケット実施前にチラシを生徒全員で周辺地域に配る活動も行っており、行事の中でも力を入れている。

## その他
- 平成22年度卒業生は全商検定3種目以上1級取得者70名（取得率 45.5％）と、熊本県立熊本商業高等学校に次ぐ県下第2位となった。
- 3学年商業科の販売実習として、八代市商店街アーケード内の無人店舗を借りて「うっぱい堂」を開堂し販売実習を行っている。現在は行なっていない
- 2011年5月19日(木)放送の「秘密のケンミンSHOW」においてミカエル堂のキャベツをパン生地にはさんで揚げた「シュードーナツ」が紹介された。